# Marcial Pina
Marcial Manuel Pina Morales (Quirós, 23 agosto 1946) è un ex calciatore spagnolo, di ruolo centrocampista.

## Carriera
Con il Barcellona vinse la Finalissima della Coppa delle Fiere nel 1971, una Liga nel 1974 ed una Coppa di Spagna nel 1971.